# Ходжасан (станция метро)
«Ходжаса́н» (азерб. Xocəsən) — конечная станция третьей (Фиолетовой) линии Бакинского метрополитена. Станция расположена на территории электродепо «Ходжасан». Станция открыта в составе третьей очереди Фиолетовой линии Бакинского метрополитена «Автовокзал» — «Ходжасан».

## Строительство
О начале строительства было объявлено в 2021 году. Станцию планировалось сдать до конца 2022 года. 23 декабря 2022 года состоялось официальное открытие станции Ходжасан вместе с одноимённым электродепо.
Является четвёртой станцией Фиолетовой линии.
Общая площадь комплекса станции — 4200 м2.
На станции установлены два эскалатора компании ThyssenKrupp Fahrtreppen.
За станцией расположена поворотная камера.

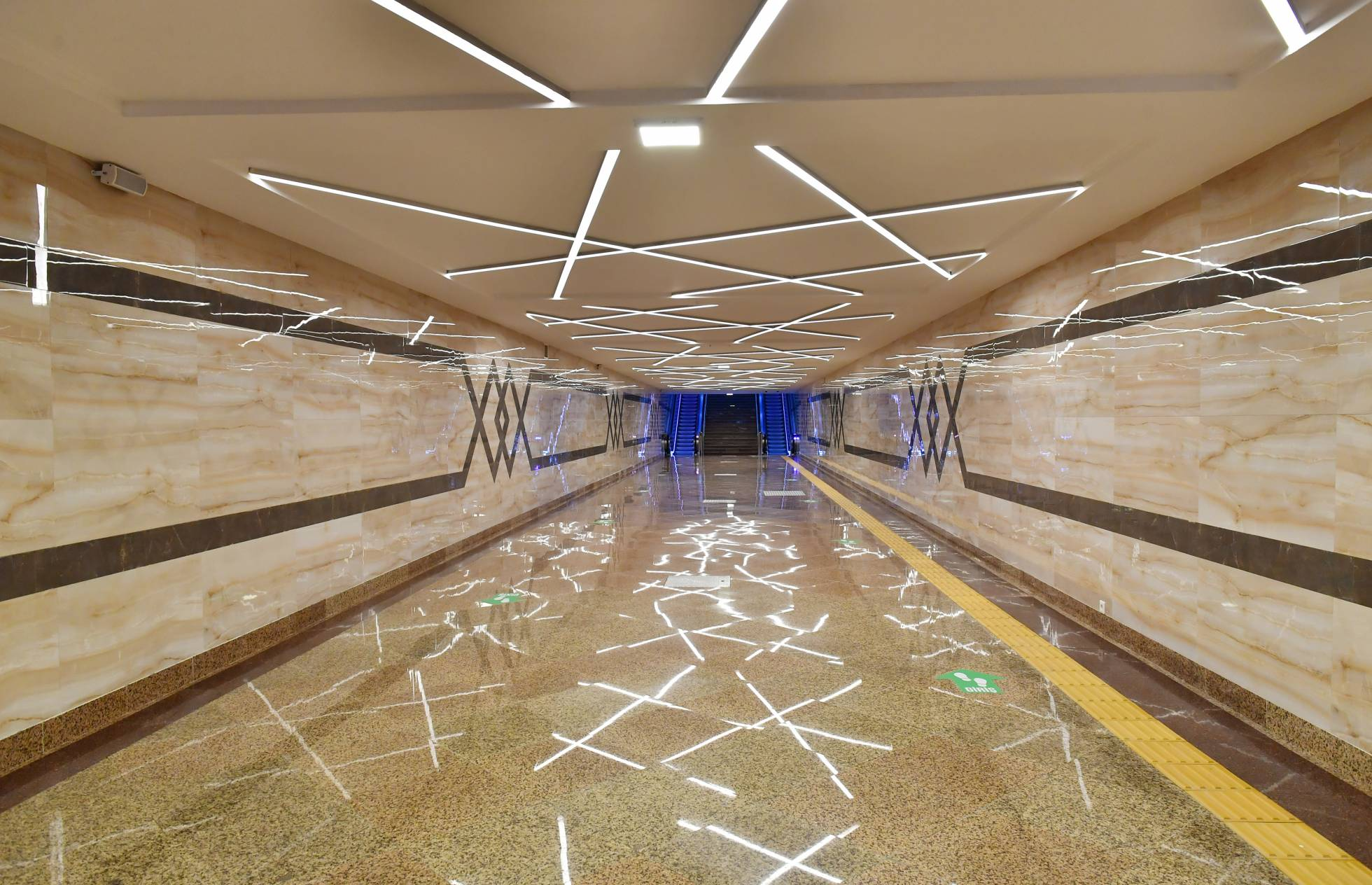
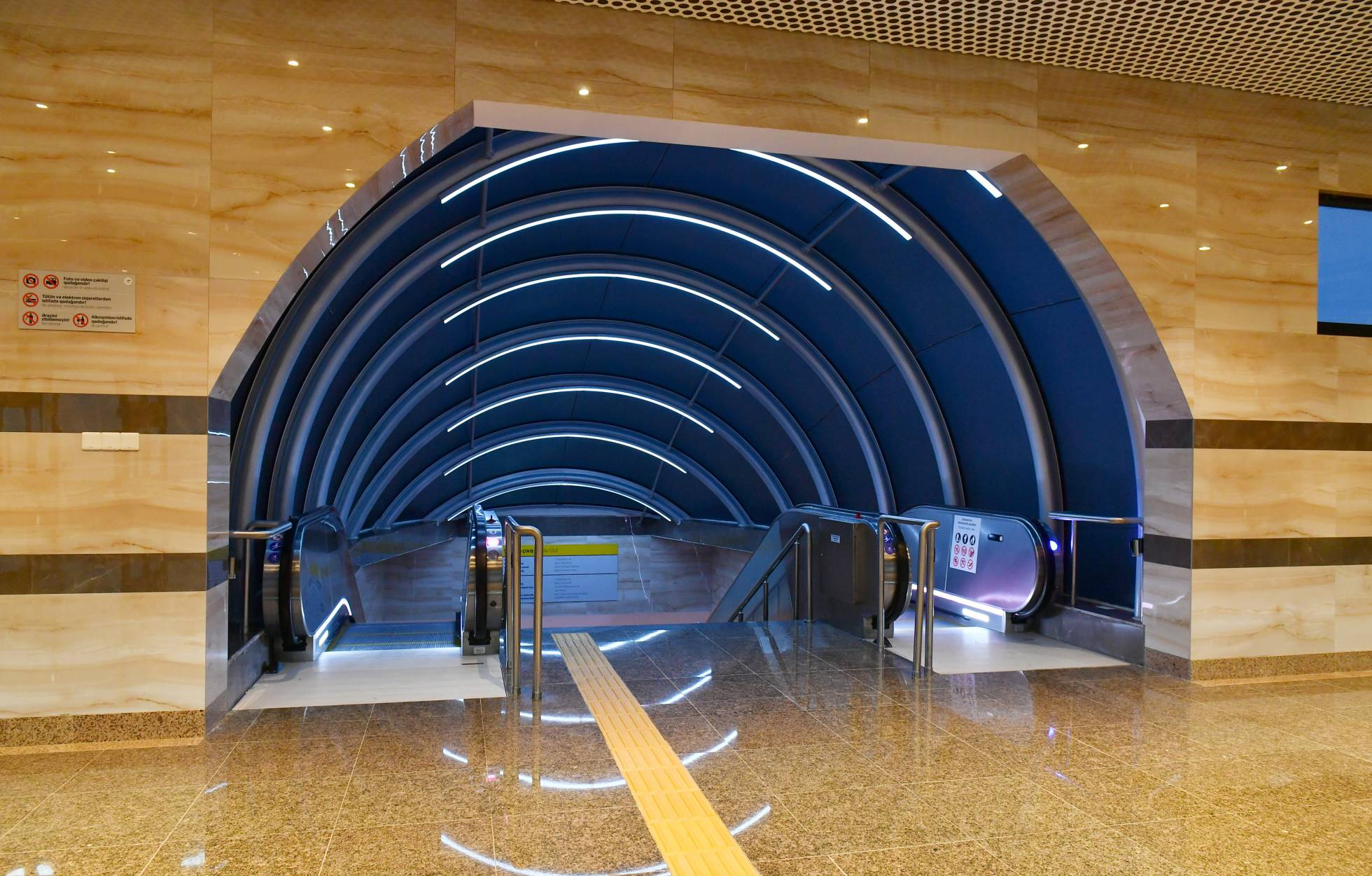
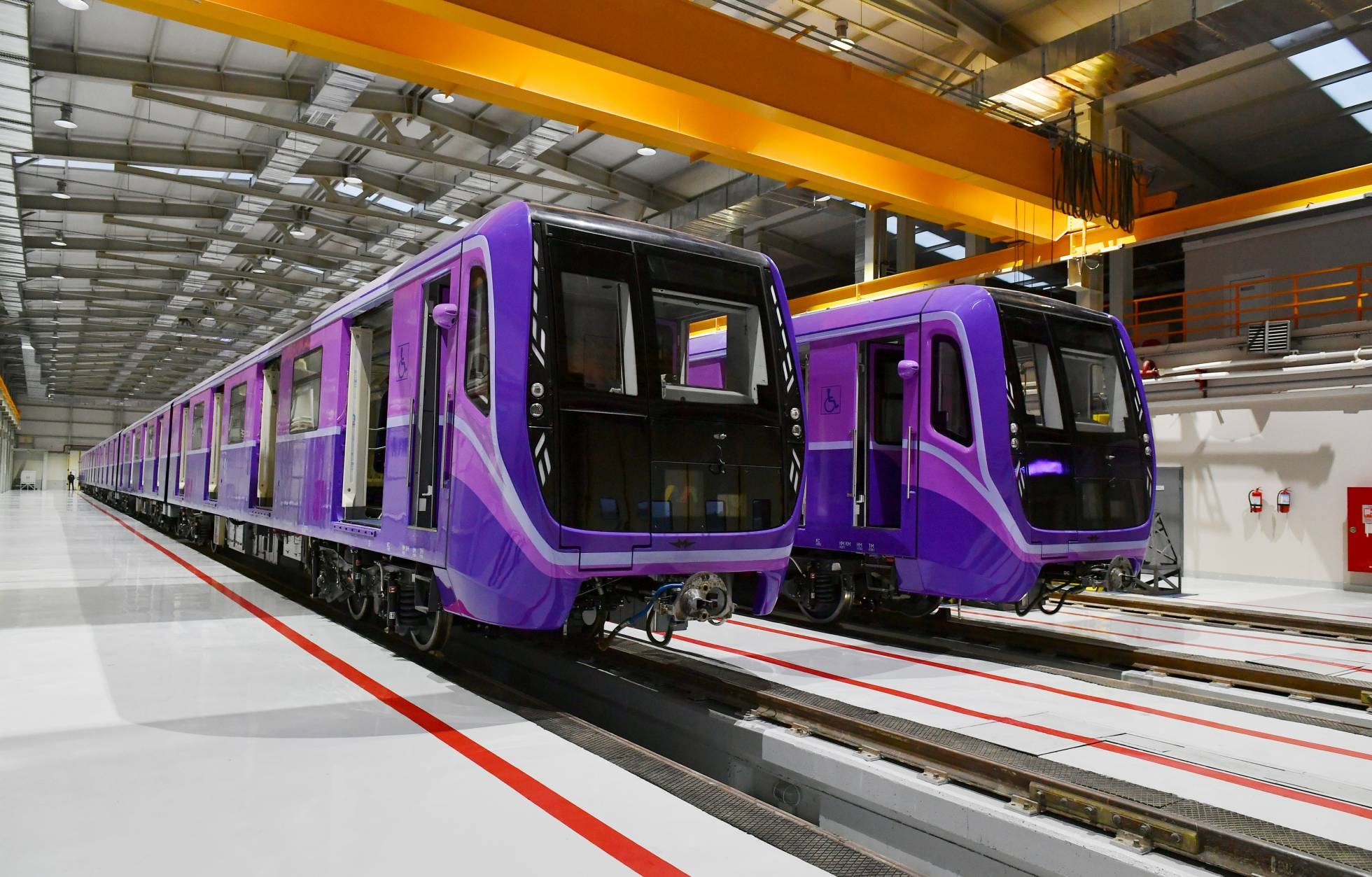